# (9694) Lycomedes
(9694) Lycomedes ist ein Asteroid aus der Gruppe der Jupiter-Trojaner. Damit werden Asteroiden bezeichnet, die auf den Lagrange-Punkten auf der Bahn des Jupiter um die Sonne laufen. (9694) Lycomedes wurde am 26. September 1960 von dem niederländischen Astronomenehepaar Cornelis Johannes van Houten und Ingrid van Houten-Groeneveld entdeckt wurde. Die Entdeckung geschah im Rahmen des Palomar-Leiden-Surveys, bei dem von Tom Gehrels mit dem 120-cm-Oschin-Schmidt-Teleskop des Palomar-Observatoriums aufgenommene Feldplatten an der Universität Leiden durchmustert wurden. Er ist dem Lagrangepunkt L4 zugeordnet.
Der Asteroid wurde am 2. April 1999 nach der mythologischen Figur Lykomedes benannt, dem König von Skyros.